# Adenocarpus complicatus
Adenocarpus complicatus, llamada comúnmente codeso, cítiso o borne, es una especie de la familia de las fabáceas.

## Descripción
El codeso es un arbusto de hasta 2 m, aunque generalmente es de menor tamaño. Ramas estriadas en sentido longitudinal. Hojas trifoliadas y pecioladas; hojuelas lanceoladas u oblanceoladas, cubiertas de pelos sedosos por el envés y lampiñas o algo pelosas por el haz. Flores en racimos terminales alargados, más estrechos cuanto más cerca del ápice; cáliz bilabiado cubierto de pelos (en ocasiones glandulares) con el labio superior más corto que el inferior y dividido profundamente en dos lóbulos triangulares; corola amariposada de color amarillo o amarillo anaranjado, de 9-15 mm de longitud. Fruto en legumbre densamente cubierta de tubérculos glandulares, de 15-45 mm de longitud por 5-6 mm de anchura. Florece en primavera y verano.

## Distribución y hábitat
Habita en la región mediterránea y sudoeste de Europa (llega hasta el centro de Francia). En la península ibérica se extiende por todas las comarcas españolas con terrenos silíceos, desde el País Vasco a Galicia por el norte, y por toda la mitad occidental, penetrando por el centro hasta las provincias de Madrid, Toledo y Guadalajara. Por el sur llega hasta los arenales marítimos de la provincia de Huelva. También se ha mencionado de la provincia de Albacete. Crece en matorrales, piornales y bosque aclarados de los pisos inferior y montano (desde el nivel del mar hasta unos 1.500 m de altitud), fundamentalmente en terrenos silíceos (granitos, gneis, etc), a veces en suelos arenosos. En Madera, en el norte de África aparece en las montañas del norte de Marruecos (Rif y Atlas Medio central y septentrional) y en las de Cabilia en Argelia (Montes de Akfadou, Jebel Tamesguida y Jebel Babor).

## Diversidad
Es una especie extraordinariamente polimorfa, que comprende varias razas o subespecies que en la península ibérica no muestran una distribución claramente diferenciada.
- A. complicatus L. J.Gay subsp. complicatus tiene las ramillas, el cáliz y el eje de la inflorescencia provistos de pelos cortos y poco densos. Habita principalmente en la mitad norte de la península ibérica en zonas de clima más o menos continental.
- A. complicatus subsp. aureus (Cav.) C.Vicioso en el que las ramillas y el cáliz están densamente cubiertos de pelos largos. Habita con preferencia en terrenos arenosos del centro y centro-oeste de España: Extremadura, Castilla y León y Castilla-La Mancha ( provincias de Ávila, Salamanca, Segovia, Valladolid y Toledo). Plantas parecidas aparecen en el centro y centro-norte de Portugal (Extremadura y Beira Alta).
- A. complicatus subsp. parvifolius (DC.) García Adá & al. que tiene el cáliz cubierto de glándulas estipitadas, y a veces lleva algunos pelos largos no glandulíferos; se extiende preferentemente por el norte de España desde Álava a Galicia, noroeste de Portugal y penetra hasta el centro de la península donde es más raro.[3]

## Taxonomía
Adenocarpus argyrophyllus fue descrita por (Linneo) J.Gay y publicado en Annales des Sciences Naturelles, Botanique II, 6: 125. 1836.
Etimología
Adenocarpus: nombre genérico que procede del griego aden, que significa "glándula" y karpos, que significa "fruto", haciendo referencia a una característica de las legumbres de estas plantas.
complicatus: epíteto latino que significa "doblado sobre sí mismo".
Sinonimia
- Adenocarpus divaricatus var. divaricatus Sweet
- Adenocarpus intermedius subsp. complicatus (L.) C.Vicioso
- Adenocarpus parvifolius DC.

## Nombres comunes
- Castellano: ardilao, barba lampiña, barredero, bereza, brezo, cambrones, cambroño, cambrón, carpacina, carpazo, codeiso, codejo, codeso, codexo, codochos, codojo, codosio, codoso, coeso, coesu, cudeso, cudeyo, cueso, cuesu, escoba, escoba reciniega, escobar, escobas, escobilla, escobillo, escobon, escobón, escobón prieto, escodojo, escurriera, flechus, peraliega, piorno, rasca, rascavieja, rascaviejas, retama, rubiana enredada, rubiana vellosa, tamarilla de monte, tudeso, uliaga, vinagra.[9]